# Berà, conte di Barcellona
Berà o Bero Berà anche in francese e in catalano e Bera anche in spagnolo, in portoghese e in galiziano. Berane in latino (seconda metà dell'VIII secolo – Rouen, 844) , fu il primo conte di Barcellona, dall'801 all'820, conte di Razès e di Conflent dal 790 all'812 e conte di Gerona, Besalú dall'812 all'820.

## Origine
Figlio primogenito del conte di Tolosa, duca di Narbona e marchese di Gotia, Guglielmo di Gellone (755-812), che era cugino di Carlo Magno, e di Cunegonda d'Austrasia († 795), nobile di origine visigota, citata nel documento per la fondazione dell'abbazia di Saint-Guilhem-le-Desert, del dicembre 804.
La paternità di Berà è indicata anche nelle Europäische Stammtafeln, vol III (non consultate).

## Biografia
Nel 790 suo padre, che nello stesso anno aveva ricevuto la contea di Tolosa, gli affidò il governo delle contee di Razès e di Conflent, mentre le contee di Rossiglione e d'Empúries, furono assegnate al suo fratellastro Gocelone.

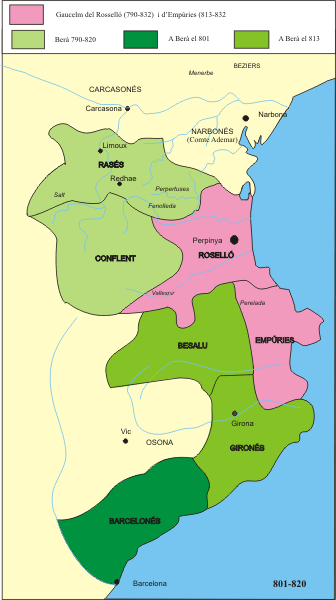
Domini di Berà (in verde) e del fratellastro Gocelone (in rosa).

Berà sposò Romilla, una nobile forse di origine visigota, ma molto più probabilmente franca, imparentata con il primo conte d'Aragona, Aureolus.

### La conquista di Barcellona
Dal 796 Barcellona era governata dal wali Sa'dun al-Ruayni, che presto si mise in contrasto con l'emiro di Cordova, Al-Hakam. Nell'aprile del 797 si presentò ad Aix-la-Chapelle e offrì a Carlo Magno la sottomissione della città in cambio di un aiuto nella lotta contro al-Andalus e della sua conferma al potere.
Nella primavera dell'800, in un'assemblea tenuta a Tolosa, fu deciso di inviare a Barcellona il figlio di Carlo, il re di Aquitania Ludovico il Pio, e un'armata capitanata da Rostano di Gerona, Ademaro di Narbona e Guglielmo I di Tolosa, con la speranza di potere entrare facilmente nella città.
Sa'dun, però, rifiutò di consegnare la città, obbligando l'armata franca a porvi l'assedio, che cominciò nell'autunno dell'800. Sa'dun tentò allora di raggiungere Cordova, per chiedere aiuto all'emiro; ma fu catturato dagli assedianti, e di lui non si hanno altre informazioni.
Harun, nobile musulmano imparentato con le più importanti famiglie gote di Barcellona, prese il suo posto, per condurre una resistenza ad oltranza.
Dato che la popolazione soffriva per la fame, dopo alcuni mesi gli stessi parenti di Harun lo fecero prigioniero e lo consegnarono (dopo la consegna non si hanno altre informazioni) ai Franchi, assieme alla città.
Probabilmente Ludovico il Pio entrò in città il 4 aprile 801, il giorno dopo la resa; Berà, che aveva partecipato all'assedio con il padre, secondo la Vita Hludowici Imperatoris fu investito della contea di Barcellona e di tutti i territori strappati ai Saraceni; contemporaneamente ricevette il titolo di marchese, in quanto governava una contea di frontiera dell'impero carolingio.

### Le spedizioni verso Tortosa
Berà partecipò alle spedizioni che furono intraprese dai Franchi nell'804, 808 e 809, per portare il confine con al-Andalus sul fiume Ebro, che sarebbe stato una sicura difesa naturale.
Si ritiene che lo fece solo per dovere in quanto, sotto l'influenza della madre, ed in accordo con la maggioranza dei Visigoti della contea, era del parere che fosse più conveniente mantenere la pace con i musulmani delle terre confinanti.

#### Prima spedizione
La prima spedizione fu guidata dal re d'Aquitania, Ludovico il Pio; arrivati a Santa Coloma de Queralt, vicino a Tarragona l'armata si divise in due gruppi: il primo, al comando di Ludovico, si diresse verso Tortosa, mentre il secondo, sotto il comando di Berà, Borrell, conte d'Osona, e Ademaro di Narbona, avrebbe dovuto attaccare la città da sud, per cui, attraversato l'Ebro alla confluenza con il fiume Cinca, arrivarono a Vila Rubea dove, però i Mori li attendevano e li costrinsero a ritirarsi fin quasi a Morella.
Riunitisi con Ludovico, assalirono Tortosa, per otto giorni, senza risultato.

#### Seconda spedizione
La seconda spedizione, guidata dal legato di Carlo Magno, Ingoberto, seguì la stessa tattica della prima con la suddivisione in due gruppi; secondo la Vita Hludowici Imperatoris, Berà e Ademaro attraversarono l'Ebro con le barche che avevano predisposte, mentre i cavalli attraversarono a nuoto. Però, dato che avevano attraversato a monte della città, le feci dei cavalli trasportate dal fiume misero in guardia gli abitanti di Tortosa; i Franchi, attaccati dal wali della città, riuscirono a salvarsi con poche perdite. Ma dovettero riunirsi alle truppe di Ingoberto e ritirarsi.

#### Terza spedizione
La terza spedizione fu comandata ancora da Ludovico e, secondo la Vita Hludowici Imperatoris, Berà era tra i comandanti della spedizione che raggiunse il fiume Ebro. Secondo lo storico arabo, Al Maqqari (nato nel XVI secolo e morto al Cairo nel 1632), l'assedio fu rotto da un attacco delle truppe di al-Andalus, condotto da Abd el Rahman, figlio dell'emiro Al Hakam I, che sconfisse le truppe dei Franchi.
Secondo l'Astronomo, invece, gli abitanti di Tortosa, non sopportando l'assedio, offrirono le chiavi della città a Ludovico, che, soddisfatto, tolse l'assedio.

La penisola iberica nell'814, con la marca di Spagna, da poco costituita

Nell'811 fu organizzata un'altra spedizione, a cui Berà non partecipò; questa volta furono portate le macchine per l'assedio che fu posto e si protrasse per quaranta giorni, ed alla fine, Tortosa fece parte della marca di Spagna, che comprendeva tutti i territori a cavallo dei Pirenei.
Secondo il cronista Eginardo, nella sua Vita Karoli Imperatoris, Berà fu tra i testimoni del testamento di Carlomagno redatto, nell'811.
Alla morte del padre, il 18 maggio 812, le contee di Razès e Conflent, divennero sue e poco dopo le diede da amministrare al figlio, Guglielmo. L'anno successivo, secondo l'Histoire générale de Languedoc, Berà, con la moglie Romilla, in onore al genitore defunto, donò l'abbazia di Alet al papa Leone III.
Nello stesso anno, fu convocato alla corte di Aquisgrana, assieme ad altri conti, tra cui il fratellastro Gocelone, Odilone di Girona e Ademaro di Narbona, per la protesta contro tributi ed imposizioni di diversi proprietari terrieri delle province di Settimania e Gotia, che ottennero giustizia da Carlo Magno, come risulta da un documento dell'aprile 812.
Il 2 aprile 812 Carlo Magno rilasciò una carta in cui citava tutti i conti della marca di Spagna, "Berane, Gauscelino, Gisclafredo, Odilone, Ermengario, Ademaro, Leibulfo et Erlino comitibus", confermandoli nei loro incarichi.
Nello stesso anno molto probabilmente il conte Odilone morì e Berà si impossessò delle contee di Girona e Besalú.

### Le tregue
Dopo questa sconfitta, che confermava le due precedenti, i propositi pacifisti di Berà finalmente ebbero ascolto presso la corte e l'imperatore Carlo Magno, nell'812, accettò una tregua della durata di tre anni.
Nell'815, al termine della tregua, riprese la guerra contro i musulmani, che attaccarono Barcellona, sotto il comando di Ubayd Allah, zio dell'emiro Al-Hakam I; al momento dell'attacco alla città, però, un'armata reclutata tra i Goti della provincia di Gotia si frappose tra la città e l'esercito di al-Andalus, che si dovette ritirare.
A seguito di questa vittoria il prestigio di Berà aumentò tra i Goti e le relazioni con la nobiltà locale migliorarono.
Nel novembre dell'816 il wali di Saragozza si recò ad Aquisgrana e negoziò una nuova tregua, che fu accordata nel febbraio 817 per altri tre anni.
Durante quest'ultima tregua i Franchi subirono sconfitte, sia a Pamplona (che dall'817 fu nelle mani della famiglia Arista di origine Basca, alleata ai musulmani della famiglia dei Banu Qasi, signori della valle dell'Ebro) che in Aragona (dove, nell'820, il conte d'Aragona Aznar I, leale vassallo dei Franchi, fu deposto a vantaggio di García Galíndez, il Malvagio, che passò ad un'alleanza con il regno di Pamplona.

### Rovesciamento di Berà
I nemici di Berà, i Bellicisti, capeggiati dal suo fratellastro, Gocelone, conte di Linguadoca-Rossiglione e d'Empúries, spalleggiato dal fratellastro (fratello di Berà), Bernardo di Settimania, l'accusarono di essere il responsabile delle sopraccitate sconfitte, a causa del suo sostegno della tregua, che a loro giudizio, era deleteria per gli interessi dell'impero dei Franchi.
Nel febbraio 820 Berà fu convocato ad Aquisgrana, dove il luogotenente di Gocelone, Sanila, formulò contro di lui l'accusa di infedeltà e tradimento; la lite fu risolta con un duello in cui Berà venne sconfitto e pertanto condannato a morte.
L'imperatore, Ludovico il Pio, che aveva stima di Berà e non lo riteneva un traditore, commutò la pena in esilio, che dovette scontare nella città di Rouen, in cui morì nell'844.
I suoi domini furono divisi: Barcellona, Girona e Besalú, a cui fu aggiunta la contea di Osona, che era vacante per la morte del conte Borrell, furono mantenute unite nominando un nuovo conte, Rampò, che non apparteneva a nessuna delle due fazioni (pacifisti e bellicisti); mentre le contee di Razès e Conflent, rimasero nelle mani del figlio di Berà, Guglielmo, che già le governava dall'812.

## Matrimonio e discendenza
Berà aveva sposato Romilla prima dell'813, perché in quell'anno risultano marito e moglie secondo il documento n° 23-XVII dell'Histoire générale de Languedoc. Berà da Romilla ebbe quattro figli:
- Guillemundus, chiamato Guglielmo († dopo l'827), conte di Razès e di Conflent, alleato ai Saraceni[17].
- Argila di Conflent († dopo l'846), divenuto, dopo la morte del fratello primogenito, conte di Conflent, e a lui successe il proprio figlio, Berà, come il nonno[18]
- Milone († dopo l'866), ricordato da Carlo il Calvo, come figlio di Berà e definito vassallo infedele[19]. Milone fu tra i testimoni del documento dell'865, in cui Lotario II di Lotaringia accettava solennemente di riprendere la propria moglie, Teutberga[20]
- Rotrude(† dopo l'844), sposata con il conte Alarico, rimasta vedova nell'844, secondo il documento n° LXII del Marca Hispanica sive Limes Hispanicus, cedette i suoi titoli al figlio maschio, chiamato Aureolo[21](† dopo l'844), mentre la figlia, chiamata Anna († dopo l'868), nell'868, venne citata in un giudizio di Salomone conte di Rossiglione.^ (LA)

### Fonti primarie
- (LA)  Testamento in latino di Guglielmo di Gellone.
- (LA)  Monumenta Germaniae Historica, Scriptores, tomus II.
- (LA)  Monumenta Germaniae Historica, Diplomatum Karolinorum, tomus I.
- (LA)  Histoire générale de Languedoc, Tomus II Preuves.
- (LA)  Monumenta Germaniae Historica, Scriptores, tomus I.
- (LA)  Le manuel de Dhuoda.
- (LA)  Rerum Gallicarum et Francicarum Scriptores, tomus VIII.
- (LA)  Annales Bertiniani.

### Letteratura storiografica
- Gerhard Seeliger, Conquiste e incoronazione a imperatore di Carlomagno, in «Storia del mondo medievale», vol. II, 1999, pp. 358–396
- Rafael Altamira, Il califfato occidentale, in «Storia del mondo medievale», vol. II, 1999, pp. 477–515
- (LA)  Marca Hispanica sive Limes Hispanicus, tomus I.
- (ES) Cronicas Carolingias: La Marca Hispano-Catalana, su biblioteca-tercer-milenio.com. URL consultato il 5 gennaio 2009 (archiviato dall'url originale il 5 gennaio 2009).
- (EN) The Development of Southern French and Catalan Society, 718-1050, su libro.uca.edu.